# Nataša Pirih Svetina
Nataša Pirih Svetina, slovenska jezikoslovka, * 11. junij 1970, Ljubljana.
Predava na Oddelku za slovenistiko Filozofske fakultete Univerze v Ljubljani. 
Kot gostujoča profesorica je za dlje časa predavala na fakulteti v Celovcu (2007), na Fakulteti za humanistične študije v Kopru (2008) in na Filozofski fakulteti v Zagrebu. Za kratek čas je izvajala predavanja tudi na fakultetah v Krakowu, v Padovi, v Skopju in na Dunaju.

## Življenje in delo
Svoje otroštvo je preživela v rodnem kraju. Osnovno šolo je obiskovala na Kosezah v Ljubljani, izobraževanje pa je nadaljevala na Gimnaziji Poljane. Na Filozofski fakulteti Univerze v Ljubljani je študirala slovenistiko in umetnostno zgodovino. 
Diplomirala je leta 1995 in napisala dve diplomski nalogi. Pri Miranu Hladniku je ustvarila zaključno delo z naslovom Pripoved o umetniku in njegovem življenju, pri Deanu Komelu pa Svetniški cikel v opusu Franca Jelovška. 
Odločila se je za nadaljevanje izobrazbe in tako leta 1997 še magistrirala iz slovenščine. Mentorica Boža Krakar Vogel ji je nudila pomoč pri magistrski nalogi Govorno izražanje pri interpretaciji literarnih del v osnovni šoli. 
Leta 2001 je postala prva doktorantka Marka Stabeja z doktorsko disertacijo Razvoj jezikovne zmožnosti pri usvajanju slovenščine kot drugega jezika. 
1. novembra 1995 je dobila zaposlitev na Filozofski fakulteti v Ljubljani kot asistentka stažistka pri predmetu Književna didaktika, tako da je do zaključka magistrskega študija bila že dve leti zaposlena. 
Od leta 2002 je zaposlena tudi na Centru za slovenščino kot drugi in tuji jezik. Tam deluje na različnih področjih. Vodi in organizira izobraževanja na področju učenja slovenščine kot tujega jezika, uči učitelje, organizira tečaje, deluje na področju preverjanja in certificiranja znanja slovenščine, je tudi soavtorica izobraževalnih programov za odrasle. 
Na Filozofski fakulteti v Ljubljani je izredna profesorica na Oddelku za slovenistiko. 
Primarno se še danes ukvarja s slovenščino kot drugim oz. tujim jezikom.

## Pomembnejša dela
- Razvoj jezikovne zmožnosti pri usvajanju slovenščine kot drugega jezika (2000)
- A, B, C ... 1, 2, 3 gremo (2004)
- A, B, C ... gremo (2018)
- Gremo naprej (2013)
- Naprej pa v slovenščini (2015)